# Eve's Hangout
L'Eve's Hangout ("El Racó de la Eva") va ser un cabaret per a dones de Nova York, creat per Eva Kotchever a Greenwich Village en 1925.
El lloc va ser també conegut amb el nom de l'"Eve Adams' Tearoom", joc de mot provocatiu entre "Eve" i Adam". Eva Kotchever (nascuda Chawa Zloczower) era també coneguda com a "Eve Addams" o "la reina del tercer sexe".

## Història
Localitzat a Manhattan, 129 MacDougal Street, el local va tenir un cartell dient "els homes són admesos, però son benvinguts".,
Durant els anys 1920, Greenwich Village va ser una àrea important pels gais i per la comunitat lesbiana.,
L'Eve's Hangout es va convertir en un club popular, especialment pels intel·lectuals, com Emma Goldman, amiga de Kotchever, i pels artistes, com Berenice Abbott, Henry Miller i Anaïs Nin.

## Clausura
L'11 de juny de 1926, la policia va fer un control al bar i va trobar el llibre Lesbian Love (que Kotchever va escriure sota el pseudònim d'Evelyn Adams).
Kotchever va ser arrestada i condemnada per "obscenitat",
L'any 1927, Kotchever va ser expulsada dels Estats Units i deportada a Polònia. De tornada a Europa, va fer campanyes per la Segona República espanyola i va obrir un altre bar per a dones a París "Le Boudoir de l'Amour", situat a Montmartre. A Montparnasse, troba de nou els seus amics artistes nord-americans de l'Eve's Hangout a Le Dôme Café. Entre clients famosos es trobava Pablo Picasso.
L'any 1943, Eva Kotchever va ser assassinada a Auschwitz.

## Legacy
L'Eve's Hangout és considerat com un lloc històric de la comunitat LGBT de Nova York i com precursor del Stonewall Inn, amb l'assetjament policial a lesbianes que va patir l'Eve's Hangout.
És un dels primers bars per a dones als Estats Units i és reconegut com a patrimoni de la ciutat de la Nova York, així com pel National Park Service, el servei dels parcs nacionals americans.
L'escriptora Barbara Kahn va escriure "Unreachable Eden" sobre la història de l'establiment.,
Avui, la ubicació és un restaurant italià i un club de jazz anomenat La Lanterna di Vittorio.